# Hoover (Alabama)
Hoover é uma cidade do estado norte-americano do Alabama, localizada nos condados de Jefferson e Shelby.

## Geografia
De acordo com o United States Census Bureau, a cidade tem uma área de 126 km², onde 124 km² estão cobertos por terra e 2 km² por água.

## Demografia
Segundo o censo nacional de 2010, sua população é de 81 619 e sua densidade populacional é de 650 hab/km².